# Terrence Shannon Jr.
Terrence Edward Shannon Jr. (Chicago, 30 juli 2000) is een Amerikaans basketballer die sinds 2024 als small forward of shooting guard uitkomt voor de Minnesota Timberwolves.

## Carrière
Shannon Jr. speelde collegebasketbal voor de Texas Tech Red Raiders van 2019 tot 2022 en voor de Illinois Fighting Illini van 2022 tot 2024. Hij stelde zich in 2024 beschikbaar voor de NBA draft en werd als 27e in de eerste ronde gekozen door de Minnesota Timberwolves. Op 8 juli 2024 tekende hij, samen met Rob Dillingham, een contract bij de Timberwolves. Op 2 november 2024 maakte Shannon Jr. zijn NBA-debuut in een wedstrijd tegen de San Antonio Spurs. Tijdens zijn rookie-seizoen werd Shannon Jr. regelmatig voor enkele wedstrijden uitgeleend aan de Iowa Wolves, het geaffilieerde team van Timberwolves in de NBA G League.

## Statistieken
| Legenda | Legenda                | Legenda | Legenda                 | Legenda | Legenda               |
| ------- | ---------------------- | ------- | ----------------------- | ------- | --------------------- |
| WG      | Wedstrijden gespeeld   | WS      | Wedstrijden als starter | MPW     | Minuten per wedstrijd |
| FG%     | Fieldgoal-percentage   | 3P%     | Drie-punterpercentage   | VW%     | Vrije-worppercentage  |
| RPW     | Rebounds per wedstrijd | APW     | Assists per wedstrijd   | SPW     | Steals per wedstrijd  |
| BPW     | Blocks per wedstrijd   | PPW     | Punten per wedstrijd    | Vet     | Hoogste in carrière   |

### Regulier NBA-seizoen
| Seizoen  | Team                   | WG | WS | MPW  | FG%  | 3P%  | FW%  | RPW | APW | SPW | BPW | PPW |
| -------- | ---------------------- | -- | -- | ---- | ---- | ---- | ---- | --- | --- | --- | --- | --- |
| 2024/25  | Minnesota Timberwolves | 32 | 1  | 10,6 | 48,2 | 35,5 | 81,0 | 1,5 | 1,0 | 0,2 | 0,2 | 4,3 |
| Carrière | Carrière               | 32 | 1  | 10,6 | 48,2 | 35,5 | 81,0 | 1,5 | 1,0 | 0,2 | 0,2 | 4,3 |

### NBA-playoffs
| Seizoen  | Team                   | WG | WS | MPW | FG%  | 3P%  | FW%   | RPW | APW | SPW | BPW | PPW |
| -------- | ---------------------- | -- | -- | --- | ---- | ---- | ----- | --- | --- | --- | --- | --- |
| 2024/25  | Minnesota Timberwolves | 9  | 0  | 6,3 | 48,1 | 37,5 | 100,0 | 1,1 | 0,3 | 0,4 | 0   | 4,6 |
| Carrière | Carrière               | 9  | 0  | 6,3 | 48,1 | 37,5 | 100,0 | 1,1 | 0,3 | 0,4 | 0   | 4,6 |